# Tōa Suenaga
Tōa Suenaga (japanisch 末永 透瑛 Suenaga Tōa; * 13. Oktober 2005 in der Präfektur Yamaguchi) ist ein japanischer Fußballspieler.

## Karriere
Tōa Suenaga erlernte das Fußballspielen in der Jugend vom Renofa Yamaguchi FC. Hier unterschrieb er am 1. Februar 2024 auch seinen ersten Profivertrag. Der Verein aus Yamaguchi spielt in der zweiten Liga, der J2 League. Sein Zweitligadebüt gab Suenaga am 17. März 2024 (4. Spieltag) im Heimspiel gegen V-Varen Nagasaki. Bei der 1:0-Heimniederlage wurde er in der 77. Minute für Masakazu Yoshioka eingewechselt. In seiner ersten Profisaison bestritt er 19 Zweitligaspiele.